# The Boys in Blue
Pour plus de détails, voir Fiche technique et Distribution.
The Boys in Blue est un film britannique réalisé par Val Guest, sorti en 1983.

## Synopsis
Plusieurs policiers anglais n'ayant pas  procédé à des arrestations depuis longtemps sont menacés de licenciement. Ils imaginent alors une stratagème qui consiste à inventer des crimes pour justifier de les garder dans les forces de l'ordre.

## Fiche technique
- Titre : The Boys in Blue
- Réalisation : Val Guest
- Scénario : Val Guest
- Montage : Peter Weatherley (en)
- Musique : Ed Welch (en)
- Pays d'origine : Royaume-Uni
- Format : Couleurs - Mono
- Genre : comédie
- Durée : 91 minutes
- Date de sortie : 1983

## Distribution
- Bobby Ball (en) : P.C. Bobby Ball
- Tommy Cannon (en) : Sergent Tommy Cannon
- Suzanne Danielle (en) : Kim
- Roy Kinnear : Mr Lloyd
- Eric Sykes : Chef Constable Cranshaw
- Jack Douglas (en) : Chef Superintendent
- Edward Judd (en) : Hilling
- Jon Pertwee : Garde-côte
- Arthur English (en) : Fermier